# Концерт (музичка композиција)
Концерт (итал. concerto) је (лат. consertum = састав, скуп, тј. ансамбл) музичка композиција за соло-инструмент уз пратњу оркестра, писана у облику сонатног циклуса.

## Историја
Инструментални концерт се развио у 17. веку. Настао је од венецијске оркестарске канцоне, као вид наизменичног свирања оркестарских група у канцони. Крајем истог века, био је популаран кончерто гросо (concerto grosso, што значи велики концерт) за малу групу солистичких инструмената (од 2-4) зван - кончертино, а за оркестар зван - кончерто гросо (или Tutti = сви). Кончерти гроси су имали 4, 5 и 6 ставова. Писали су их: Корели, Торели, Вивалди, Хендл, Бах (6 Бранденбуршких концерата).
Солистички концерт са једним солистом настао је крајем 18. века. Троставачност је наследио од троставачних кончерта гроса, који су ређе писани. Први став карактерише тзв. Вивалдијев концертни облик где се доследно смењују Tutti и соло-одсеци. Други став солистичког концерта је у облику арије, док је трћи став грађен као први, може бити велика троделна форма или рондо (сличан Купреновом ронду).
Највише су компоновани виолински концерти, затим концерти за виолончело, флауту, обоу, фагот. Клавирске концерте међу првима је писао Бах (то су били концерти за чембало).

### Ранобарокни кончерто
Термин „кончерто” је иницијално кориштен за означавање радова који су обухватали гласове и инструменте, при чему су инстументи имали независне делове, за разлику од ренесансне уобичајене праксе у којој су иснтрументи који су пратили гласове само дублирали гласовне делове. Примери ове раније форме кончерта су Ђовани Габријелијев „In Ecclesiis” или Хајнрих Шулцов „Saul, Saul, was verfolgst du mich”.
Кончерто је почео да поприма свој модерни облик у време касног барока, почевши са формом кончерто гросо коју је популаризовао Арканђело Корели. Корелијева кончертна група је имала две виолине и чело. У Ј. С. Баховом петом Бранденбуршком концерту, на пример, кончертино је флаута, виолина, и чембало; чембало се понекад свира са рипиеном, за разлику од свирања континуо клавијатурне пратње.

## Особине и грађа класичарског концерта
Класичарски концерт, од Хајдна и Моцарта, установљава облик сонатног циклуса са три става (ретки су са четири), од којих су први и трећи обично брзи, а други лагани. Сви ставови су контрастни тоналитетом.
I став – има двоструку експозицију. Прву експозицију (краћа са завршетком у основном тоналитету у ком је и прва тема) даје оркестар – Tutti, а другу излаже - солиста кога прати оркестар (другу експозицију карактерише тонални контраст двеју тема). Затим следи развојни део који је краћи, па реприза.
Виртуозна солистичка каденца налази се често пред кодом или у њој.
II став – најчешће је облик песме. Може да има солистичку каденцу (ређе).
III став – најчешће је облик ронда. Често има солистичку каденцу.

## Три односа оркестра и солисте
Гледано кроз историју музике, однос оркестра и солисте се мењао:
1. Оркестар и солисата су равноправни – концерти Моцарта, Бетовена,[13] Шумана, Чајковског.
2. Оркестар је сведен на скромну пратњу солисте – концерти Кројтзера, Паганинија, Вебера.
3. Оркестар има превагу над солистом – тзв. симфонизирани концерти крајем 19. века (Брамсов клавирски концерт).